# Thể vú
Thể vú (tiếng Anh: mammillary body, tiếng Pháp: le corps mamillaires) là một cấu trúc giải phẫu có hình tròn, nhỏ, nằm ở mặt dưới của não, là một phần của trung não và là một phần của hệ viền. Thể vú nằm ở cột vòm não trước, gồm hai hạt nhân là nhân thể vú trong và nhân thể vú ngoài.
Các nhà sinh lý học thần kinh thường xếp thể vú là một phần của vùng dưới đồi.

## Cấu trúc

### Sự truyền tín hiệu
Thể vú truyền các tín hiệu thần kinh từ hạch hạnh nhân và hồi hải mã, thông qua bó vú thị (mamillo-thalamic tract) đến đồi thị.

## Chức năng

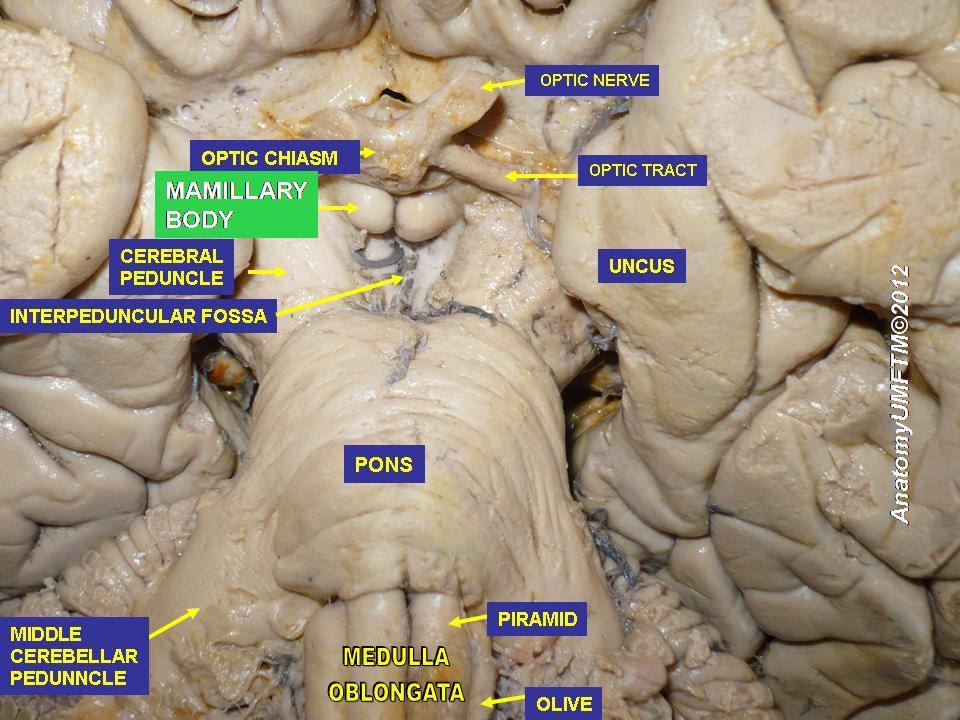
Thể vú

Thể vú và sợi chiếu đến đến đồi thị trước qua bó vú thị rất quan trọng đối với trí nhớ hồi tưởng (recollective memory). Theo các quan sát ở chuột bị tổn thương nhân thể vú trong có hiện tượng giảm trí nhớ không gian.

## Ý nghĩa lâm sàng
Tổn thương thể vú do thiếu thiamine là cơ chế bệnh sinh của hội chứng Wernicke-Korsakoff. Các triệu chứng gồm suy giảm trí nhớ (còn được gọi là chứng quên thuận chiều) cho thấy rằng thể vú có thể quan trọng đối với trí nhớ. Tổn thương nhân trung gian lưng và nhân trước đồi thị và tổn thương thể vú thường liên quan đến hội chứng mất trí nhớ ở người.
Teo thể vú có trong một số tình trạng như nang keo nội sọ (colloid cysts) trong não thất ba, bệnh Alzheimer, tâm thần phân liệt, suy tim và ngưng thở khi ngủ. Mặc dù vậy, chức năng chính xác của thể vú vẫn chưa rõ ràng.